# Cernunnos
În  mitologia celtică, Cernunnos este zeul animalelor, al prosperității materiale, el simbolizând ciclul reînnoirii naturii, care se perpetuează cu fiecare anotimp. Acest zeu poartă pe cap coarne de cerb, animal sacru, pentru popoarele celtice. Ramurile coarnelor de cerb, pe care le poartă, sunt destinate să cadă iarna, în fiecare an, pentru a crește din nou primăvara, de fiecare dată, mai înalte. Fiind prezent în iconografie având coarne , creștinii l-au asociat cu Diavolul.

## Literatură
- Altjohann, Michael : Cernunnos-Darstellungen in den gallischen und germanischen Provinzen. În: Peter Noelke (Hrsg.): Romanisation und Resistenz in Plastik, Architektur und Inschriften der Provinzen des Imperium Romanum. Neue Funde und Forschungen. Philipp von Zabern, Mainz 2003, ISBN 3-8053-3089-8, S. 67–80.
- Maier, Bernhard: Lexikon der keltischen Religion und Kultur. Kröner, Stuttgart 1994, ISBN 3-520-46601-5.